# (20491) Ericstrege
(20491) Ericstrege (1999 OA5) – planetoida z pasa głównego asteroid okrążająca Słońce w ciągu 3,53 lat w średniej odległości 2,32 j.a. Odkryta 16 lipca 1999 roku.